# Head-Up Display (игры)

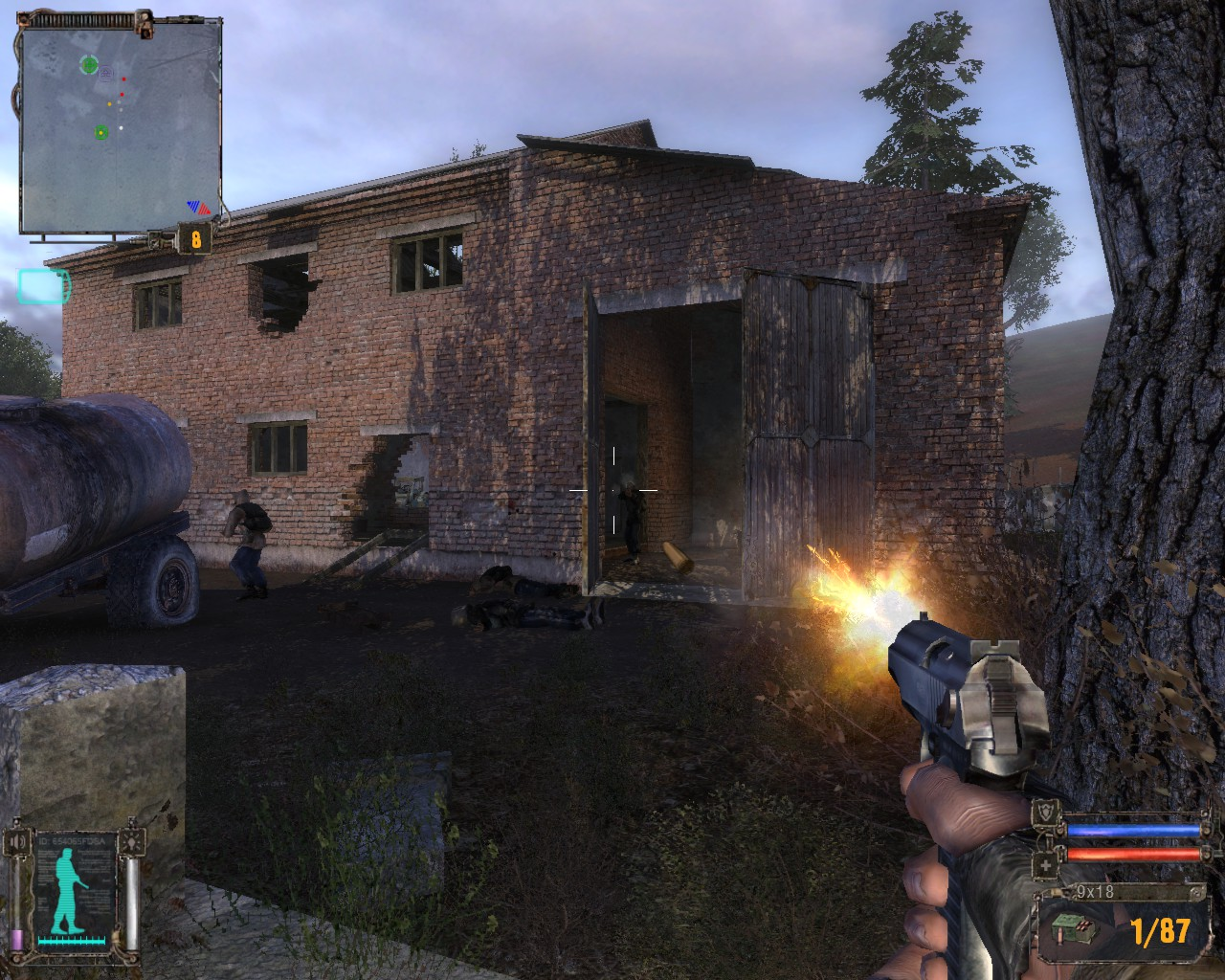
HUD на примере S.T.A.L.K.E.R.: Shadow of Chernobyl

Heads-Up Display, аббр. HUD (англ. head-up — предназначенный для просмотра без наклона головы, display — индикация) — часть визуального интерфейса игрока, отображающаяся на переднем плане виртуального игрового пространства в видеоигре. Название происходит от аналогичного в английском языке обозначения индикатора на лобовом стекле (ИЛС).

### Основные типы информации
- Индикаторы очков жизни (здоровья), запаса амуниции, опыта, времени, навыка, названия локации, задания, субтитры и т.п.
- Мини-карта
- Спрайтовые и текстурные наложения: указатель прицела, пиктограммы оружия и предметов, радар, индикаторы в виде полос, шкал и графиков.
- Компас или направление к цели — в некоторых RPG, шутерах от первого лица или гонках отображается стрелка, указывающую направление к следующей цели или целям.

### Уменьшение информации
Часто элементы HUD располагаются по периметру экрана и (или) полупрозрачны, чтобы не мешать основному процессу игры. 
Иногда, в угоду реализму, информация, обычно отображаемая в HUD, маскируется вместо этого как часть окружения. Например, когда игрок управляет автомобилем, способным выдержать определенное количество ударов, может появиться дым или небольшой огонь, когда автомобиль почти разбит, чтобы указать, что следующее повреждение будет смертельным. Раненые персонажи также могут хромать, шататься, сутулиться или тяжело дышать, чтобы показать, что они ранены, ярким примером является Resident Evil 2. 
В редких случаях HUD не используется вообще, оставляя игрока интерпретировать слуховые и визуальные сигналы игрового мира. Примеры игр с небольшим количеством HUD: Astroneer, Silent Hill 2, Jurassic Park: Trespasser, Ico, Fable III, Another World, Mirror's Edge, Dead Space, Call of Cthulhu: Dark Corners of the Earth, The Getaway, Tomb Raider (2013), серия игр Portal и другие.

### Другие применения
HUD применяется также и в кинематографе, например, в фильмах «Терминатор», «Робокоп», «Хищник».